# GeForce 200
GeForce 200 je desátá generace grafických karet od společnosti NVIDIA. Tato série karet je založena na architektuře unifikovaných shaderů, která byla použita v osmé a deváté generaci.

## Popis

### Podrobně
GeForce 200 je postavena na 3 architekturách. Pro nejnižší třídu je použito jádro GT21x, pro střední třídy je použito jádro G92b (v grafických kartách GTS 250), pro vyšší střední třídu a nejvyšší třídu je použito jádro G200b v grafických kartách GTX 2x0.
Řada GT je předělaná verze jádra G9x. Je použit nový 40 nm proces, vyráběný u TSMC. Nově podpora DirectX 10.1 a podpora pamětí GDDR5.
Řada GTS je přepracovaná řada GeForce 9800. Má kratší PCB, upravený chladič a i použité součástky (kondenzátory atd...) doznaly určité obměny. To vše pro nižší cenu a lepší konkurenceschopnost, konkuruje Radeonu HD 4850. Vyšla verze GTS 250.
Řada GTX byla od začátku navržena pro vyšší střední řadu a nejvyšší řadu. Díky tomu je plocha jádra 576 mm2, tomu odpovídala startovní cena přes 12 000 Kč. Vyšly verze GTX 260, GTX 260 216, GTX 260 216 55 nm, GTX 275, GTX 280, GTX 285 a GTX 295.

### Bodově
- GT řada
  - Vychází z řady GeForce 9800 a používá předělané jádro G92b.
  - Nový 40 nm proces, vyráběno u TSMC. Nově podpora DirectX 10.1 a podpora pamětí GDDR5.
  - Verze: GT 210 (místo GeForce 9400), GT 220 (mezi GeForce 9500 a 9600 GT) a GT 240 (mezi GeForce 9600 GT a 9800 GT)
- GTS řada
  - Vychází z řady GeForce 9800 a používá identické jádro G92b.
  - Zkrácené PCB, upravený chladič, jiné součástky, to vše pro snížení ceny a lepší konkurenceschopnost.
  - Verze: GTS 250
- GTX řada
  - Používá nové jádro G200b, které vychází z řady G9x.
  - Verze: GTX 260, GTX 260 216, GTX 260 216 55 nm, GTX 275, GTX 280, GTX 285 a GTX 295

## Série GeForce GT 200

### GT 210
GeForce GT 210 staví na jádru GT218. Je vyráběno 40 nm procesem a obsahuje 16 shader jednotek, 8 TMU jednotek a 4 ROP jednotky. Čip obsahuje 260 miliónů tranzistorů. Výkonově nahrazuje GeForce 9400.
Velikost jádra je 57 mm2. Frekvence čipu je 589 MHz, shaderů 1,4 GHz a pamětí 2 GHz. Paměťová sběrnice je 64bitová. Podporuje DirectX 10.1 a OpenGL 3.1.

### GT 220
GeForce GT 220 staví na jádru GT216. Je vyráběno 40 nm procesem a obsahuje 48 shader jednotek, 16 TMU jednotek a 8 ROP jednotky. Čip obsahuje 486 miliónů tranzistorů. Výkonově je mezi GeForce 9500 a 9600 GT.
Velikost jádra je 100 mm2. Frekvence čipu je 625 MHz, shaderů 1,36 GHz a pamětí 1,8, 2 a 3,4 GHz. Paměťová sběrnice je 128bitová. Podporuje DirectX 10.1 a OpenGL 3.1.

### GT 240
GeForce GT 240 staví na jádru GT215. Je vyráběno 40 nm procesem a obsahuje 96 shader jednotek, 32 TMU jednotek a 16 ROP jednotky. Čip obsahuje 727 miliónů tranzistorů. Výkonově je mezi GeForce 9600 GT a 9800 GT.
Velikost jádra je 144 mm2. Frekvence čipu je 550 MHz, shaderů 1,34 GHz a pamětí 2 GHz. Paměťová sběrnice je 128bitová. Podporuje DirectX 10.1 a OpenGL 3.1.

## Série GeForce GTS 200

### GTS 250
GeForce GTS 250 staví na jádru G92b (55 nm) použité na GeForce 9800 GTX+. Proti GeForce 9800 GTX+ má kratší PCB, upravené chlazení a další detaily, pro snížení ceny. Výkon je proti 9800 GTX+ podobný.
Velikost jádra je 234 mm2. Frekvence čipu je 738 MHz, shaderů 1,836 GHz a pamětí 2,2 GHz. Paměťová sběrnice je 256bitová. Podporuje DirectX 10 a OpenGL 3.1.

## Série GeForce GTX 200
Série GTX 200 s kódovým označením čipu GT200, byla představena 17. června 2008 spolu s vydáním GeForce GTX 280. GTX 260 vyšla 26. června 2008. Karty jsou dlouhé 27 cm. Obě karty disponují dvěma DVI konektory a HDTV/S-Video výstupním konektorem. GTX 280 vyžaduje 8 a 6pinový PCI-Express napájecí kabel, GTX 260 vyžaduje dva 6pinové.
GeForce GTX 280, nejvyšší model nabídky, podporuje technologii CUDA pro matematické výpočty na grafické kartě, PhysX pro akceleraci fyzikálních výpočtů a novou verzi PureVideo, umožňující dekódovat video ve formátu VC-1, WMV9 a také H.264. GeForce GTX 260, druhý nejvyšší model, podporuje stejné technologie, jako GTX 280.

### GTX 280 / GTX 260
GeForce GTX 280 a GTX 260 používají identická grafická jádra, ovšem model 260 má jeho část deaktivovanou, kvůli nedokonalosti výroby, bude mít menší šířku paměťové sběrnice a s tím spojené zmenšení připojené paměti. V současné době (červen 2008) se jedná o největší komerčně dostupné grafické jádro . Obsahuje 1,4 miliardy tranzistorů na ploše 470 mm2.a je vyráběno 55nm procesem.

#### GTX 260 (192SP)
Nejnižší model z řady GTX, ale také nejlevnější. Jádro je z části zablokované a tak obsahuje pouze 192 unifikovaných shaderů, 64 TMUs jednotek, 28 ROPs jednotek a 448-bit sběrnici. Jádro je vyráběno 65 nm technologií.

#### GTX 260 (216SP)
Později byla vydána nová verze jádra pro grafickou kartu GTX260. Jádro je už méně blokované a díky tomu si polepšilo na 216 unifikovaných shaderů, 72 TMUs jednotek, ale zůstalo 28 ROPs jednotek a 448-bit sběrnici. Jádro je stále vyráběno 65 nm technologií.

#### GTX 275
Ořezaná verze GTX 285, má plnohodnotné jádro GT200 na 55 nm, ale pouze 448-bit sběrnici a díky tomu "pouze" 896MB paměti.

#### GTX 280
Vyšší model, který nemá zablokované části jádra, obsahuje 240 unifikovaných shaderů, 80 TMUs jednotek, 32 ROPs jednotek a 512-bit sběrnici. Jádro je vyráběno 65 nm technologií.

### GTX 285
Přejmenovaná GTX 280 s 55 nm jádrem a zjednodušeným chladičem, kvůli lepší konkurenceschopnosti. Může dosahovat vyšších taktů. Parametrově je na tom stejně jako GTX 280.

### GTX 295
GeForce GTX 295 je duální kartou, která nese dvě jádra GT200 vyrobená 55 nm procesem. Půjde o již u NVIDIE známý "sendwitch" podobný modelu 9800GX2 nebo staršímu 7950GX2. Jedná se o 2 plošné spoje a mezi nim je chladič. 2 čipy na jedné kartě jsou spojeny pomocí SLI. Na trh by měla být uvedena v lednu 2009.
NVIDIA ve 2Q 2009 vydala upravenou verzi GTX 295 na 1 PCB.

## Modely
- 1 TDP podle NVIDIE vůči ostatním modelům (i konkurence), bohužel neodpovídá, proto kolonka reálné TDP (je bráno z ext. odkazů a bohužel nejde o přesné, ale přibližné hodnoty)
- 2 Datum je bráno podle EN-WIKI a to Q4 2009
- 3 Jde o jádro použité už v řadě GeForce 9
- 4 Zařazení je bráno v době vydání nebo po dobu kdy nebylo nic novějšího.

| Název  | Název           | Vydáno             | Modely karet     | Část trhu 4 | Připojitelné rozhraní | Jádro       | Jádro       | Jádro                       | Jádro              | Jádro    | Jádro   | Jádro    | Jádro   | Jádro    | Jádro   | Frekvence (MHz) | Frekvence (MHz) | Frekvence (MHz) | Frekvence (MHz) | Výkon                      | Výkon                      | Výkon          | Výkon          | Výkon        | Výkon        | Paměťová část | Paměťová část | Paměťová část      | Paměťová část        | Podpora API | Podpora API | TDP (W) | Cena (USD) 2 |
| Jádro  | Kódové označení | Vydáno             | Modely karet     | Část trhu 4 | Připojitelné rozhraní | Počet jader | Proces (nm) | Počet tranzistorů (miliónů) | Plocha jádra (mm2) | Shadery  | Shadery | TMU      | TMU     | ROP      | ROP     | Čip             | Čip             | Paměti          | Paměti          | Teoretický (GFLOPs = FMAD) | Teoretický (GFLOPs = FMAD) | Fillrate       | Fillrate       | Fillrate     | Fillrate     | Paměť (MiB)   | Typ pamětí    | Propustnost (GB/s) | Šířka sběrnice (bit) | DirectX     | OpenGL      | 3D      | Cena (USD) 2 |
| Jádro  | Kódové označení | Vydáno             | Modely karet     | Část trhu 4 | Připojitelné rozhraní | Počet jader | Proces (nm) | Počet tranzistorů (miliónů) | Plocha jádra (mm2) | Na jádro | Celkově | Na jádro | Celkově | Na jádro | Celkově | Jádro           | Shadery         | Reálná          | Efektivní       | Na jádro                   | Celkově                    | Texture (GT/s) | Texture (GT/s) | Pixel (GP/s) | Pixel (GP/s) | Paměť (MiB)   | Typ pamětí    | Propustnost (GB/s) | Šířka sběrnice (bit) | DirectX     | OpenGL      | 3D      | Cena (USD) 2 |
| Jádro  | Kódové označení | Vydáno             | Modely karet     | Část trhu 4 | Připojitelné rozhraní | Počet jader | Proces (nm) | Počet tranzistorů (miliónů) | Plocha jádra (mm2) | Na jádro | Celkově | Na jádro | Celkově | Na jádro | Celkově | Jádro           | Shadery         | Reálná          | Efektivní       | Na jádro                   | Celkově                    | Na jádro       | Celkově        | Na jádro     | Celkově      | Paměť (MiB)   | Typ pamětí    | Propustnost (GB/s) | Šířka sběrnice (bit) | DirectX     | OpenGL      | 3D      | Cena (USD) 2 |
| ------ | --------------- | ------------------ | ---------------- | ----------- | --------------------- | ----------- | ----------- | --------------------------- | ------------------ | -------- | ------- | -------- | ------- | -------- | ------- | --------------- | --------------- | --------------- | --------------- | -------------------------- | -------------------------- | -------------- | -------------- | ------------ | ------------ | ------------- | ------------- | ------------------ | -------------------- | ----------- | ----------- | ------- | ------------ |
| G92b3  |                 | 3. března 2009     | GTS 250          | Střední     | PCIe 2.0 x16          | 1           | 55          | 754                         | 230                | 128      | 128     | 64       | 64      | 16       | 16      | 738             | 1836            | 1100            | 2200            | 705                        | 705                        | 47,232         | 47,232         | 11,808       | 11,808       | 1024 2048     | GDDR3         | 70,4               | 256                  | 10          | 3.3         | 150     | $140         |
| GT200  | D10U-20         | 26. června 2009    | GTX 260          | Střední     | PCIe 2.0 x16          | 1           | 65          | 1400                        | 576                | 192      | 192     | 64       | 64      | 28       | 28      | 576             | 1242            | 999             | 1998            | 715                        | 715                        | 36,864         | 36,864         | 16,128       | 16,128       | 896 1792      | GDDR3         | 111,9              | 448 (32x14)          | 10          | 3.3         | 182     | $214         |
| GT200  | D10U-20         | 16. srpna 2009     | GTX 260 Core 216 | Střední     | PCIe 2.0 x16          | 1           | 65          | 1400                        | 576                | 216      | 216     | 72       | 72      | 28       | 28      | 576             | 1242            | 999             | 1998            | 805                        | 805                        | 41,472         | 41,472         | 16,128       | 16,128       | 896 1792      | GDDR3         | 111,9              | 448 (32x14)          | 10          | 3.3         | 182     | $150         |
| GT200  | D10U-30         | 17. června 2009    | GTX 280          | Vyšší       | PCIe 2.0 x16          | 1           | 65          | 1400                        | 576                | 240      | 240     | 80       | 80      | 32       | 32      | 602             | 1296            | 1107            | 2214            | 933                        | 933                        | 48,16          | 48,16          | 19,264       | 19,264       | 1024          | GDDR3         | 141,7              | 512 (32x16)          | 10          | 3.3         | 236     | $150         |
| GT200b |                 | 16. července 2008  | GTX 260 Core 216 | Střední     | PCIe 2.0 x16          | 1           | 55          | 1400                        | 470                | 216      | 216     | 72       | 72      | 28       | 28      | 576             | 1242            | 999             | 1998            | 874,8                      | 874,8                      | 41,472         | 41,472         | 16,128       | 16,128       | 896 1792      | GDDR3         | 111,9              | 448 (32x14)          | 10          | 3.3         | 171     | $150         |
| GT200b | 2. dubna 2009   | GTX 275            | Vyšší            | 240         | 240                   | 1           | 55          | 1400                        | 470                | 80       | 80      | 633      | 1404    | 28       | 28      | 1134            | 2268            | 983             | 983             | 50,6                       | 50,6                       | 20,3           | 20,3           | 127          | 219          | 896 1792      | GDDR3         | $150               | 448 (32x14)          | 10          | 3.3         |         |              |
| GT200b | 15. ledna 2009  | GTX 285            | Vyšší            | 240         | 240                   | 1           | 55          | 1400                        | 470                | 80       | 80      | 32       | 32      | 648      | 1476    | 1242            | 2484            | 1062,72         | 1062,72         | 51,8                       | 51,8                       | 20,7           | 20,7           | 1024         | 159          | 512 (32x16)   | GDDR3         | 204                | $340                 | 10          | 3.3         |         |              |
| GT200b | 15. ledna 2009  | GTX 285            | Vyšší            | 240         | 240                   | 1           | 55          | 1400                        | 470                | 80       | 80      | 32       | 32      | 648      | 1476    | 1161            | 2322            | 1062,72         | 1062,72         | 51,8                       | 51,8                       | 20,7           | 20,7           | 2048         | 148,6        | 512 (32x16)   | GDDR3         | 204                | $340                 | 10          | 3.3         |         |              |
| GT200b | 8. ledna 2009   | GTX 295            | Nejvyšší         | 2           | 2x1400                | 2x470       | 55          | 240                         | 480                | 80       | 160     | 28       | 56      | 576      | 1242    | 999             | 1998            | 1788,48         | 894,24          | 92,2                       | 46,1                       | 32,2           | 16,1           | 2x896        | 2x119        | 448 (32x14)   | GDDR3         | 259                | $470                 | 10          | 3.3         |         |              |
| GT215  |                 | 17. listopadu 2009 | GT 240           | Nižší       | PCIe 2.0 x16          | 1           | 40          | 727                         | 139                | 96       | 96      | 32       | 32      | 8        | 8       | 550             | 1340            | 900             | 1800            | 385                        | 385                        | 17,6           | 17,6           | 8,8          | 8,8          | 512 1024      | DDR3          | 28,8               | 128                  | 10.1        | 3.3         | 96      | $99          |
| GT215  | 1000            | 17. listopadu 2009 | GT 240           | Nižší       | PCIe 2.0 x16          | 1           | 40          | 727                         | 139                | 96       | 96      | 32       | 32      | 8        | 8       | 550             | 1340            | 2000            | GDDR3           | 385                        | 385                        | 17,6           | 17,6           | 8,8          | 8,8          | 512 1024      | 32            |                    | 128                  | 10.1        | 3.3         | 96      | $99          |
| GT215  | 850             | 17. listopadu 2009 | GT 240           | Nižší       | PCIe 2.0 x16          | 1           | 40          | 727                         | 139                | 96       | 96      | 32       | 32      | 8        | 8       | 550             | 1340            | 3400            | GDDR5           | 385                        | 385                        | 17,6           | 17,6           | 8,8          | 8,8          | 512 1024      | 54,4          |                    | 128                  | 10.1        | 3.3         | 96      | $99          |
| GT216  |                 | 12. října 2009     | GT 220           | Nižší       | PCIe 2.0 x16          | 1           | 40          | 486                         | 100                | 48       | 48      | 16       | 16      | 8        | 8       | 625             | 1360            | 790             | 1580            | 192                        | 192                        | 10             | 10             | 5            | 5            | 512 1024      | DDR2          | 25,3               | 128                  | 10.1        | 3.3         | 58      | $70          |
| GT216  |                 | 12. října 2009     | GT 220           | Nižší       | PCIe 2.0 x16          | 1           | 40          | 486                         | 100                | 48       | 48      | 16       | 16      | 8        | 8       | 625             | 1360            | DDR3            |                 | 192                        | 192                        | 10             | 10             | 5            | 5            | 512 1024      |               |                    | 128                  | 10.1        | 3.3         | 58      | $70          |
| GT218  |                 | 12. října 2009     | 210              | Nižší       | PCIe 2.0 x16          | 1           | 40          | 260                         | 57                 | 16       | 16      | 8        | 8       | 4        | 4       | 589             | 1402            | 500             | 1000            | 69                         | 69                         | 4,712          | 4,712          | 2,356        | 2,356        | 512           | DDR2          | 8                  | 64                   | 10.1        | 3.3         | 58      | $70          |
| GT218  |                 | 12. října 2009     | 210              | Nižší       | PCIe 2.0 x16          | 1           | 40          | 260                         | 57                 | 16       | 16      | 8        | 8       | 4        | 4       | 589             | 1402            | DDR3            |                 | 69                         | 69                         | 4,712          | 4,712          | 2,356        | 2,356        | 512           |               |                    | 64                   | 10.1        | 3.3         | 58      | $70          |